# Сехемра-Херухермаат Иниотеф
Сехемра-Херухермаат Иниотеф (VIII) — фараон Древнего Египта, правивший приблизительно в 1565—1559 годах до н. э. Представитель XVII династии (Второй переходный период).

## Правление

### Саркофаг Сехемра-Херухермаат Иниотефа

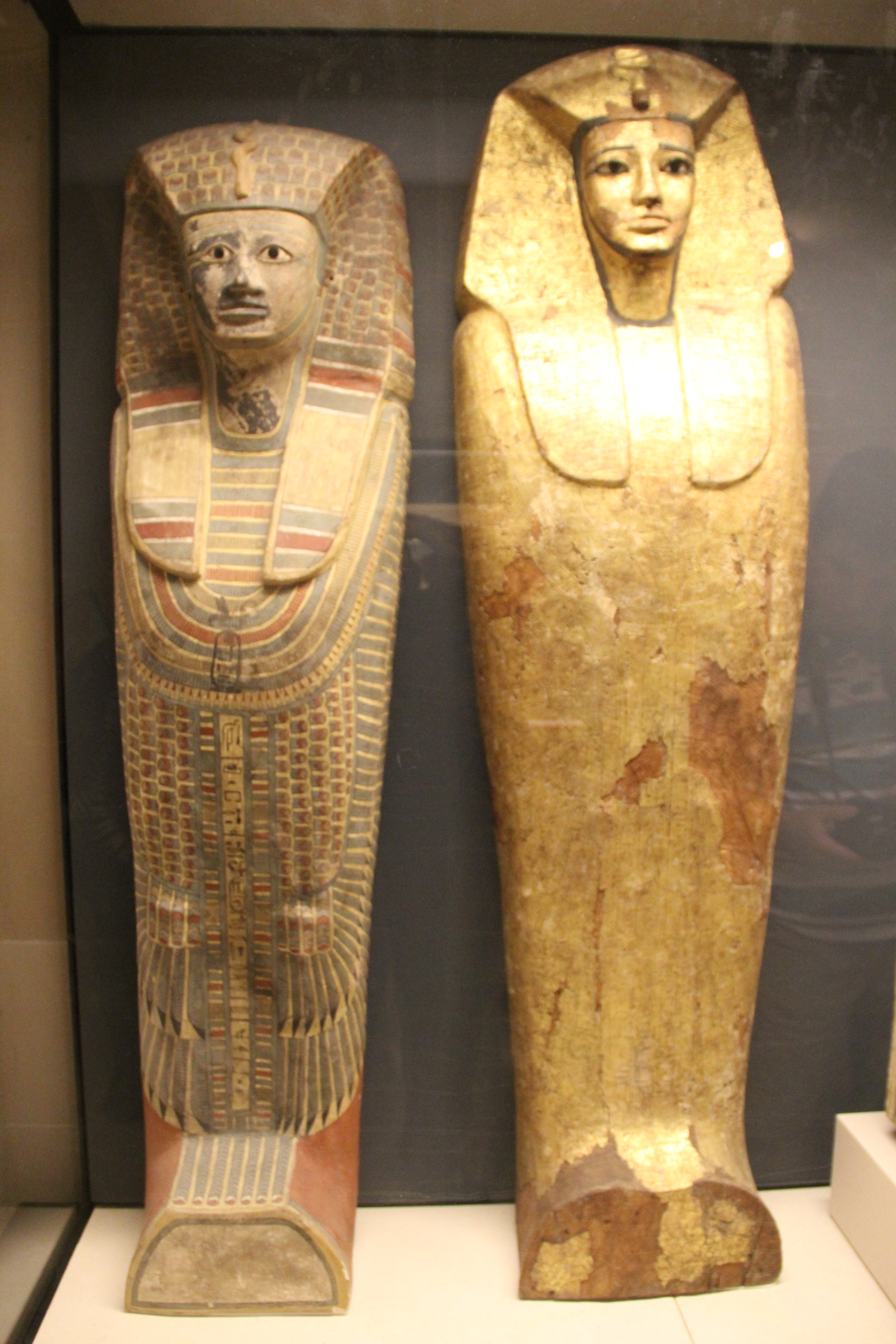
Саркофаги фараонов Сехемра-Херухермаат Иниотефа и Сехемра Упмаат Иниотефа

В Лувре хранятся два деревянных саркофага, сделанные довольно грубо, как и все прочие артефакты, изготовленные в этот период. Один из них покрыт росписями, а второй — позолотой. На первом из них написаны тронное и личное имена царя — Сехемра-Херухермаат Иниотеф. На втором написано имя ещё одного царя Иниотефа, тронное имя которого не сохранилось. На позолоченном саркофаге имеется надпись, что он был изготовлен для покойного как дар его братом, которого также звали Иниотеф. Оба саркофага были найдены в первой половине в XIX века в окрестностях Фив, местными жителями, промышляющими разграблением древних могил. В 1854 году Мариету удалось приобрести эти саркофаги и отправить их в Париж.

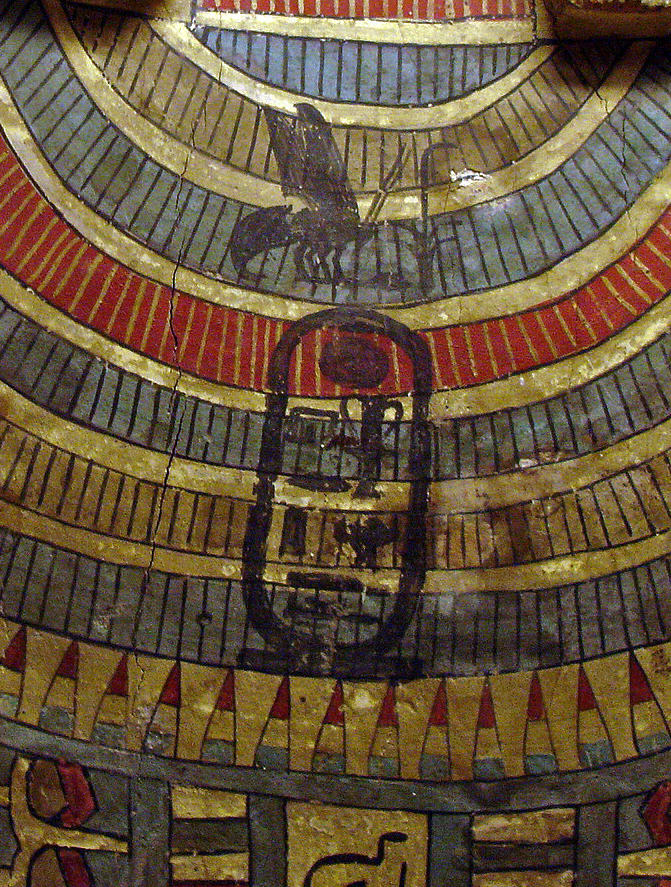
Тронное имя фараона Сехемра-Херухермаат Иниотефа написанное на саркофаге черными чернилами

Делается предположение, что расписной саркофаг принадлежит Сехемра-Херухермаат Иниотефу, как об этом сообщает соответствующая надпись, а позолоченный саркофаг — его старшему брату Сехемра Упмаат Иниотефу. Первоначально правивший старший брат умер и его младший брат и преемник позаботился о его захоронении, изготовив для него саркофаг и сделав на нём об этом надпись. Видимо, правление Сехемра-Херухермаат Иниотефа было непродолжительным и он также вскоре умер, так как за исключением этого расписного саркофага его имя нигде не упоминается. И на этом саркофаге его имя стояло не изначально при изготовлении, а написано впоследствии черными чернилами, притом довольно грубо и коряво. Из этого можно сделать вывод, что смерть Сехемра-Херухермаат Иниотефа была внезапной и фараон не успел подготовить свою гробницу и поминальный инвентарь, а был похоронен не в своём саркофаге, который по этому случаю надписали его именем. Видимо, у Сехемра-Херухермаат Иниотефа не было и своей гробницы и он был похоронен в гробнице брата, где их саркофаги и нашли расхитители гробниц. Место, где находится эта гробница, археологам до сих пор не известно.

### Имена Сехемра-Херухермаат Иниотефа
Его тронным именем было Сехемра-Херухермаат, «Сила, опирающаяся на истину (или ручательство) бога солнца»; личным именем (следовавшем за титулом «сын бога солнца») — Иниотеф.
| nswt&bity |

| nswt&bity |

| N5 | Y8 | O4 · D21 | D2 · Z1 | Aa11 · D36 |

| N5 | Y8 | O4 · D21 | D2 · Z1 | Aa11 · D36 |

| N5 | Y8 | O4 · D21 | D2 · Z1 | Aa11 · D36 |

| N5 | Y8 | O4 · D21 | D2 · Z1 | Aa11 · D36 |

| N5 | Y8 | O4 · D21 | D2 · Z1 | Aa11 · D36 |

| N5 | Y8 | O4 · D21 | D2 · Z1 | Aa11 · D36 |

| N5 | Y8 | O4 · D21 | D2 · Z1 | Aa11 · D36 |

| N5 | Y8 | O4 · D21 | D2 · Z1 | Aa11 · D36 |

| G39 | N5 |

| G39 | N5 |

| W25 | M17 | n&t&f |

| W25 | M17 | n&t&f |

| W25 | M17 | n&t&f |

| W25 | M17 | n&t&f |

| W25 | M17 | n&t&f |

| W25 | M17 | n&t&f |

| W25 | M17 | n&t&f |

| W25 | M17 | n&t&f |